# 丁來赫
丁来赫（：／ Jeong Rae-hyuk，1926年1月17日—2022年5月17日），男，本贯罗州丁氏，大韩民国政治人物，曾任韓國國會議長、国防部部长。

## 生平
1926年生于全罗南道谷城郡兼面。1942年毕业于光州中学。1945年毕业于陆军士官学校。1950年任陆军本部作战科长，参加朝鲜战争。1952年在美国美國陸軍指揮參謀學院深造。1954年任韩国陆军步兵学校校长。1956年任第27师师长。1959年任国防部总务局长。1961年任商工部长，曾出访西德。1962年7月后，历任陆军第1集团军副司令、陆军第6军军长、韩国陆军士官学校校长、陆军第2集团军司令等职。1968年退役，任韩国电力公司董事长。1970年3月任国防部长。1971年8月因实尾岛事件引咎辞职。1972年代表民主共和党当选第九届国会议员。1978年当选第十届国会议员。1981年当选第十一届国会议长。1983年10月15日被全斗焕任命为民主正义党代表委员。1984年因财务问题退出政坛。2022年5月17日凌晨5时14分逝世。

## 军衔
- 陆军准将（1954年）
- 陆军少将
- 陆军中将（1968年）

## 荣誉
- 保国勋章统一章（大韩民国）
- 勋一等旭日大绶章（日本，2002年）[4]

## 出版物
- 《丁来赫回忆录》
- 《丁来赫国会议长演说集》（1983年）